# Best I Ever Had (Drake)
Best I Ever Had  è un brano musicale di Drake, estratto come primo singolo dall'EP, So Far Gone. Nel 2009, il brano è stato nominato come "Migliore canzone rap dell'anno" da Billboard.
Nel brano Drake fa uso dell'Auto-Tune.

## Accuse di plagio
Il produttore americano Kia Shine chiede i diritti per la canzone, sostenendo di aver co-scritto la canzone per Drake, dicendo di aver prodotto una traccia di un mixtape per Lil Wayne intitolata Do It for the Boy, che, data la somiglianza con Best I Ever Had, chiese il riconoscimento dell'interpolazione. Successivamente Drake sostenne che non aveva mai incontrato Shine e ammise di aver campionato la canzone di Lil Wayne, ma ha chiamato la pretesa dei diritti "di cattivo gusto".
In un'altra causa presentata il 24 giugno 2010, Drake è stato citato in giudizio per violazione del copyright dalla Playboy Enterprises, che lo accusava di plagio per Best I Ever Had, sostenendo che fosse un plagio di un successo del 1975 dei Hamilton, Joe Frank & Reynolds, ovvero Fallin' in Love, una canzone di cui la Playboy possiede il copyright. Il tutto si risolse con il cedimento dei diritti ad entrambi i pretendenti.

## Tracce
Promo - CD-Single Young Money - (UMG)
1. Best I Ever Had - 4:19

## Classifiche

### Classifiche settimanali
| Classifica (2009) | Posizione massima |
| ----------------- | ----------------- |
| Canada            | 24                |
| Regno Unito       | 123               |
| Stati Uniti       | 2                 |
| US (R&B/Hip-Hop)  | 1                 |
| US (Rap)          | 1                 |
| US (Pop)          | 10                |

### Classifiche di fine anno
| Classifica (2009) | Posizione massima |
| ----------------- | ----------------- |
| Canada            | 79                |
| Stati Uniti       | 22                |